# Эремохарэс удивительная
Эремохарэс удивительная  (Eremochares mirabilis) — вид роющих ос (Sphecidae) из рода Eremochares.

## Описание
Крупные осы длиной около 20—30 мм. Средние голени с одной шпорой. Среднегрудка спереди с непарным бугорком.

## Ареал и местообитание
Узбекистан (Юго-Западный Кызылкум, окрестности Бухары, Хивы), Казахстан, Иран, Туркменистан. Редкий, локально распространенный вид. Населяет песчаные и солончаковые участки пустынной зоны.

## Образ жизни
За год развивается одно поколение. Время лёта и яйцекладка - в июне-августе. Самки охотятся на саранчовых (Acridoidea), парализуют их и перетаскивают в норку в земле, где откладывают на одну из них яйцо. Вышедшая личинка питается парализованными, но живыми саранчовыми.

## Численность и охрана
Численность повсеместно низкая. Встречается единичными особями. Численность сокращается из-за хозяйственного освоения человеком целинных земель в пустынной зоне. Занесен в Красную книгу Узбекистана.